# Estación de Michel-Ange - Molitor
Michel-Ange - Molitor es una estación del metro de París situada al oeste de la capital, en el XVI Distrito. Forma parte de las líneas 9 y 10 situándose, en el caso de esta última, dentro del bucle de Auteuil.

## Historia
Fue inaugurada el 30 de septiembre de 1913 con la llegada de la línea 8, la actual línea 10 tras la reorganización de varias líneas realizada en 1937. Por su parte, la línea 9 llegaría el 8 de noviembre de 1922.
Situada en el cruce de las calle Michel-Ange y Molitor, debe su nombre al pintor, escultor y arquitecto italiano Miguel Ángel y a Gabriel Jean Joseph Molitor, ascendido al rango de mariscal de Francia en 1840 tras una larga carrera militar.  

## Descripción

### Estación de la línea 9
Se compone de dos andenes laterales y de dos vías. 
Luce un diseño absolutamente clásico, en bóveda y con azulejos blancos. Su iluminación ha sido renovada con estructuras que sobrevuelan ambos andenes proyectando la luz hacia la bóveda. La señalización, realizada con azulejos azules y blancos, conserva el estilo Motte.

### Estación de la línea 10
Se compone de un andén central y de dos vías, aunque al estar encuadrada dentro del bucle de Auteuil sólo una de ellas, la situada en dirección a Gare d'Austerlitz, tiene servicio. 
En bóveda y de diseño absolutamente clásico está iluminada empleando estructuras circulares, en forma de cilindro, que recorren el andén central proyectando la luz tanto hacia arriba como hacia abajo. Finos cables metálicos dispuestos en uve sostienen a cierta distancia de la bóveda todo el conjunto. Sus asientos han sido renovados recurriendo al modelo smiley de color rojo, tienen forma de cuenco inclinado para que parte del mismo pueda hacer de respaldo y en el fondo poseen un hueco en forma de sonrisa. 